# جيف أنجيلو
جيف أنجيلو (بالإنجليزية: Jeff Angelo)‏ هو سياسي أمريكي، ولد في 5 ديسمبر 1964 في سانت لويس في الولايات المتحدة. حزبياً، نشط في Republican Party of Iowa ‏ والحزب الجمهوري. وقد انتخب عضو مجلس ولاية آيوا.